# 安川寿之輔
安川 寿之輔（やすかわ じゅのすけ、1935年（昭和10年）2月21日 - ）は、日本の市民運動家、社会思想史研究者。専門は近代日本社会（教育）思想史。名古屋大学名誉教授、不戦兵士・市民の会副代表理事、日本戦没学生記念会元事務局長、イラク派兵違憲訴訟の原告（東京地方裁判所）。韓日平和100年市民ネット共同代表。＜声明＞「韓国は「敵」なのか」賛同者。

## 経歴
- 1935年（昭和10年） - 兵庫県に生まれる[5]。
- 1954年（昭和29年） - 福岡県立福岡高等学校卒業。
- 1964年（昭和39年） - 名古屋大学大学院教育学研究科博士課程修了[5]。
- 宮城教育大学、埼玉大学教育学部、名古屋大学教養部・情報文化学部に勤務する。
- 1998年（平成10年） - 定年退職する。定年退職した後は基本的な生活の場を市民運動に移す[注釈 1]。

## 安川・平山論争
2001年（平成13年）4月21日の朝日新聞に掲載された安川の論説「福沢諭吉　アジア蔑視広めた思想家」に、静岡県立大学国際関係学部の平山洋が反論「福沢諭吉　アジアを蔑視していたか」（5月12日付同紙）を掲載したことで、「安川・平山論争」が始まった。
同年5月21日に安川は慶應義塾大学で講演を行い、講演資料で「福沢論争　批判は事実に基づいて」という再反論を掲載した。この資料に対して、5月30日に平山は再々反論を行った。さらに、5月30日から6月26日の間に、安川と平山との間で往復で3回の意見交換が書簡で行われた。

## 「福澤諭吉協会」との関係
2001年（平成13年）10月、安川は『福澤諭吉書簡集』月報5で、『福沢諭吉年鑑』『福沢手帖』の既刊全冊の一括販売の案内を知り、両誌とも全集そろいで入手した。さらに、その後に発行された両誌の続刊の入手を希望して、2002年（平成14年）8月に、両誌の続刊の入手方法を福澤諭吉協会に問い合わせたところ、福澤諭吉協会への「入会案内」がもらえたので、さっそく入会を希望して指示された会費を送った。そして、両誌の続刊と同封された同年8月13日付けの理事会の公印の押された「普通会員」承認の文書を受け取った。しかし、同年8月23日付けの理事長の手紙において、「入会申し込みについては理事会の承認が必要となっているので、秋の理事会を経て返事すべきであった」という謝罪と説明があり、「入会申し込みは保留扱いにするとして、会費も返金されてきた」。その後、同年10月31日付けの手紙において、「去る十月二三日開催の理事会において、入会の審査を行いましたが、残念ながら貴殿の入会を承認するには至りませんでした」という入会不承認の返事が送られてきたのみで、福澤諭吉協会への入会は理由を明確にしないまま拒否された。

## 「丸山諭吉」神話説
法政大学法学部教授の飯田泰三は、丸山眞男が福澤諭吉の思想を研究する際に、福澤を市民的自由主義者と認識し、福澤の文章に中に自分自身の思想を投影するように一体化して福澤の文章を読み込んでいった研究方法を「丸山諭吉」と呼んでいる。平山は「飯田は、丸山が市民的自由主義者としての福沢と自身とを重ねている、という意味で「丸山諭吉」という言葉を造語したのである。福沢を市民的自由主義者として捉えること自体は当然の前提としてあり、その上で丸山は福沢の文章の内に自分自身を投影させている、という意味である」と説明している。
一方、安川は福澤を侵略的絶対主義者と認識し、丸山は福澤が侵略的絶対主義者であることを示す史料を無視し、自身の思想に都合のよい史料のみを選んで読み込んでいったと主張し、そのような丸山の研究方法により形成された虚像を「丸山諭吉」神話と呼んでいる。そして、安川は2003年（平成15年）に『福沢諭吉と丸山眞男』（高文研）を出版し、「「丸山諭吉」神話を解体する」という副題を付けている。高文研の『福沢諭吉と丸山眞男』のサイトでは、「「典型的な市民的自由主義」の思想家・福沢諭吉。これが丸山眞男が造形し、確立した福沢像だった。（中略）丸山の福沢像は、こうした事実を完全に無視し、福沢の著作の都合のいい部分だけを取り上げ、勝手な読み込みによって造りあげた虚像だった」と解説されている。
平山は、福澤を市民的自由主義者とする認識が丸山の研究以前に田中王堂・高橋誠一郎・高橋義雄の著作に既に存在していたと指摘し、「丸山は、福沢を市民的自由主義者と理解する研究史本流の半ばに位置してはいても、決してその源泉にいたわけではない」と説明している。

## 『東日流外三郡誌』起源説
福澤諭吉著『学問のすすめ』の冒頭にある、「天は人の上に人を造らず人の下に人を造らず」という文章は、アメリカ独立宣言からの翻案であるとするのが最も有力な説である。
一方、安川は『福沢諭吉の戦争論と天皇制論』の366-371頁において、この文章は『東日流外三郡誌』が起源であり、福澤はそれを盗用したものであると主張した。その理由は、「天は人の上に人を造らず人の下に人を造らず」という思想が、福澤のアジア蔑視思想とそぐわないというものであった。この『東日流外三郡誌』起源説は、もともと元昭和薬科大学教授の古田武彦が『真実の東北王朝』（駸々堂出版）で唱えている説であるが、安川は369頁において、この「古田説を基本的に支持する意向を表明」している。さらに、2006年（平成18年）8月30日に安川は京都のアバンティホールで古田と対談をおこない、改めて古田説を支持する見解を表明した。また、2006年（平成18年）12月に発行された古田武彦直接編集の雑誌『なかった 真実の歴史学』第2号においても、安川 (2006b, pp. 366–371)の再録である「論考・エッセイ　「天は人の上に人を造らず」をめぐって」が掲載された。
静岡県立大学国際関係学部助教の平山洋によると2007年（平成19年）2月19日の平山宛ての私信において、安川は古田説への支持を撤回した。さらに高文研刊行書籍の正誤一覧に掲載した正誤表において公式に古田説への支持を撤回した。

## 出前講演
安川は、日本国内で交通費を受領できるのであれば、福澤諭吉を批判する講演を「出前講演」として実行している。中国の大学には、自腹で交通費を払って福澤諭吉を批判する講演を2003年（平成15年）から毎年続けている。

### 講演ビデオ
2010年（平成22年）8月28日に山梨県北杜市小淵沢町で行われた「こぶちさわ9条の会」主催の「出前講演」はYouTubeで視聴できる。

## 『週刊金曜日』誌上での論争
2010年（平成22年）8月27日、『週刊金曜日』は「韓国「強制併合」から100年」と題する特集を組んだ。安川は「虚構の「福沢諭吉」論と「明るい明治」論を撃つ」という記事を掲載し、「戦後のアカデミズムに君臨した丸山眞男と、国民作家の司馬遼太郎。この二人による作為的な歴史偽造が厳しく問われねばならない」と主張した。この記事に対して、慶應法学部卒の佐高信は同年9月10日発行の同誌上に「風速計　敵から見たら」を寄稿し、「安川は丸山と司馬遼太郎を一緒にして批判している」と指摘し「私は安川に “天上天下唯我独尊居士” というニックネームを進呈したいくらいだ」と述べた。さらに、「悪名高き「脱亜論」にしても、福沢はそれを唱えながら、朝鮮独立運動のリーダーである金玉均を、自らの身に危険が及ぶのを覚悟で助けた」と福沢を擁護した。佐高の反論に対して、漫画原作者の雁屋哲は同年10月1日発行の同誌上に「論争　議論は理性的に」と題する反論記事を寄稿した。

## 著作

### 単著
- 『日本近代教育の思想構造　福沢諭吉の教育思想研究』新評論、1970年。
  - 『日本近代教育の思想構造　福沢諭吉の教育思想研究』（増補版）新評論、1979年5月。ISBN 4-7948-9412-0。
  - 『日本近代教育の思想構造』（増補版）新評論〈Shinhyoron selection 10〉、2002年12月。ISBN 4-7948-9990-4。 - オンデマンド印刷版
- 『十五年戦争と教育』新日本出版社、1986年2月。ISBN 4-406-01372-5。
- 『民主主義と差別　女性問題を中心として　社会思想史講義教材』安川寿之輔、1993年。
- 『女性差別はなぜ存続するのか　差別論入門』明石書店、1996年4月1日。ISBN 4-7503-0799-8。
- 『日本の近代化と戦争責任　わだつみ学徒兵と大学の戦争責任を問う』明石書店、1997年5月1日。ISBN 4-7503-0921-4。
- 『大学教育の革新と実践　変革の主体形成』新評論、1998年3月。ISBN 4-7948-0394-X。
- 『福沢諭吉のアジア認識　日本近代史像をとらえ返す』高文研、2000年12月。ISBN 4-87498-250-6。
- 『福沢諭吉と丸山眞男　「丸山諭吉」神話を解体する』高文研、2003年7月。ISBN 4-87498-304-9。
  - 『福沢諭吉と丸山眞男　「丸山諭吉」神話を解体する』（増補改訂版）高文研、2016年10月。ISBN 978-4-87498-605-9。
- 『日本のアジア侵略と憲法九条　田中正造、勝海舟、福沢諭吉、徳富蘇峰を見直す』下町人間総合研究所、2006年5月。ISBN 4-902556-08-1。
- 『福沢諭吉の戦争論と天皇制論　新たな福沢美化論を批判する』高文研、2006年7月10日。ISBN 4-87498-366-9。
- 『福沢諭吉の教育論と女性論　「誤読」による〈福沢神話〉の虚妄を砕く』高文研、2013年8月5日。ISBN 978-4-87498-524-3。
- 『日本人はなぜ「お上」に弱いのか　福澤諭吉と丸山眞男が紡いだ近代日本』高文研、2019年8月。ISBN 978-4-87498-694-3。
- 『混迷する日韓関係打開の道　日本の戦争責任・植民地支配責任と「日本軍性奴隷」問題』ほっとブックス新栄、2020年9月。ISBN 978-4-903036-36-6。

### 共著
- 安川悦子 (共著)『民主主義と差別のダイナミズム　女性差別の社会思想史』明石書店、1987年4月1日。ISBN 978-4-7503-0155-6。
- 安川悦子 (共著)『女性差別の社会思想史』明石書店、1993年4月1日。ISBN 4-7503-0503-0。
- 中塚明、醍醐聰 (共著)『NHKドラマ「坂の上の雲」の歴史認識を問う　日清戦争の虚構と真実』高文研、2010年6月6日。ISBN 978-4-87498-443-7。
- 雁屋哲、杉田聡 (共著)『さようなら! 福沢諭吉　日本の「近代」と「戦後民主主義」の問い直し』花伝社、2016年3月25日。ISBN 978-4-7634-0769-6。
- 雁屋哲、杉田聡 (共著)『さようなら！福沢諭吉　Part2　なぜ、いま福沢が問題なのか？』花伝社、2017年3月15日。ISBN 978-4-7634-0803-7。
- 朴貞花 (共著)『無窮花（ムグンファ）の園　在日歌人・朴貞花が告発・糾弾する日本近現代史　朴貞花第二歌集』花伝社、2022年7月25日。ISBN 978-4-7634-2017-6。

### 編著
- 安川寿之輔 編著 編『日本近代教育と差別　部落問題の教育史的研究』明石書店、1998年2月1日。ISBN 4-7503-1014-X。

### 論文
- 小川太郎、伊ケ崎暁生 編「日本資本主義の発達と教育」『日本資本主義と教育』青木書店〈講座現代民主主義教育 第2巻〉、1972年。
- 広田昌希・安川寿之輔・前田愛「近代文化」児玉幸多、大石嘉一郎 編『近代・現代』児玉幸多編集代表、日本書籍〈日本歴史の視点 4〉、1973年。
- 海野福寿ほか「学校教育と富国強兵」『近代 2』岩波書店〈岩波講座日本歴史 15〉、1976年。
- 歴史科学協議会、鈴木良編集・解説 編「未解放部落の義務教育就学にかんする一考察」『部落問題の史的究明』校倉書房〈歴史科学大系 第21巻〉、1976年12月。
- 「未解放部落の教育史的研究（明治初期から太平洋戦争まで）」・「水平運動と教育」・「解題 部落問題の教育史的研究の現状と課題」、部落問題研究所 編『部落問題の教育史的研究』部落問題研究所出版部、1978年9月。
- 宮本憲一ほか 編「「近代社会」における民主主義と差別」『市民社会の思想　水田洋教授退官記念論集』御茶の水書房、1983年4月。
- 篠田弘、鈴木正幸 編「大学における一般教育の実践」『教育近代化の諸相　江藤恭二教授退官記念論集』名古屋大学出版会、1992年3月。ISBN 4-8158-0176-2。
- 「序章 近代社会と差別と戦争」・「第4章 日清戦争とアジア蔑視思想―日本近代史像の見直し」、松浦勉、渡辺かよ子 編『差別と戦争　人間形成史の陥穽』明石書店、1999年11月1日。ISBN 4-7503-1215-0。
- 舘野晳 編著 編「福沢諭吉・アジア蔑視観形成と侵略の先導者」『韓国・朝鮮と向き合った36人の日本人　西郷隆盛、福沢諭吉から現代まで』明石書店、2002年4月1日。ISBN 4-7503-1571-0。
- 古田武彦 直接編集（編）「論考・エッセイ　「天は人の上に人を造らず」をめぐって」『なかった 真実の歴史学』第2号、ミネルヴァ書房、2006年12月20日、54-57頁、ISBN 4-623-04767-9。 - 安川 (2006b, pp. 366–371)の再録。

### 記事
- 安川寿之輔 (2001年4月21日). “私の視点ウイークエンド　福沢諭吉　アジア蔑視広めた思想家”. 朝日新聞:  p. 14
- 安川寿之輔「虚構の「福沢諭吉」論と「明るい明治」論を撃つ――歴史を歪めた丸山眞男と司馬遼太郎の「罪」――安川寿之輔 名古屋大学名誉教授に聞く」（PDF）『金曜日』第18巻31号（通号 826）、金曜日、2010年8月27日、18-19頁。
- 安川寿之輔 (2010-11). “講演 「韓国併合・大逆事件」一〇〇年と『坂の上の雲』――福沢諭吉の全面的な見直しを通して”. 歴史地理教育 (歴史教育者協議会) (767):  21-31.
- 安川寿之輔 (2013). “戦後日本社会における福沢諭吉研究の批判的総括　「丸山諭吉」神話の解体と戦争責任問題”. 社会思想史研究 (藤原書店) 37:  54-74.
- 安川寿之輔 (2016). “図書紹介 帰還兵はなぜ自殺するのか［デイヴィッド・フィンケル著 古屋美登里訳］”. 不戦 (不戦兵士・市民の会) 176:  47-52.
- 安川寿之輔 (2016). “オバマ大統領の広島訪問と演説を賞賛した日本のマスコミ　奈落の底への道案内”. 不戦 (不戦兵士・市民の会) 178:  32-41.
- 安川寿之輔 (2017). “三者合同講演会 「問い直そう！日本の『近代』と『戦後民主主義』」の報告　「福沢諭吉神話」徹底検証”. 不戦 (不戦兵士・市民の会) 179:  23-29.
- 安川寿之輔; 村瀬幸浩 (2020-04). “対談・インタビュー 日本の近代化と性・ジェンダー　性教育をめぐる国際的潮流に日本はなぜとりのこされているのか”. Sexuality (エイデル研究所) 96:  6-19.

### 中国語訳
- 安川寿之辅（作者） (2004), 福泽谕吉的亚洲观——重新认识日本近代史, 孙卫东、徐伟桥、丘海永（译）, 香港社会科学出版社有限公司, ISBN 9789626201053 - 『福沢諭吉のアジア認識』の翻訳。
- 安川寿之辅（作者） (2013-10-01), 福泽谕吉的战争论与天皇论, 刘曙野（译）, 中国大百科全书出版社, ISBN 9787500092070 - 『福沢諭吉の戦争論と天皇制論』の翻訳。
- 安川寿之辅（作者） (2015-04-01), 福泽谕吉与丸山真男：解构"丸山谕吉"神话, 刘曙野（译）, 中国大百科全书出版社, ISBN 9787500095262 - 『福沢諭吉と丸山眞男』の翻訳。

### 韓国語訳
- 야스카와 주노스케 (지은이) (2011-04-08), 후쿠자와 유키치의 아시아 침략사상을 묻는다, 이향철 (옮긴이), 역사비평사, ISBN 978-8976967282
『福沢諭吉のアジア侵略思想を問う』イ・ヒャンチョル訳、歴史批評社、2011年4月8日。ISBN 978-8976967282。 - 『福沢諭吉のアジア認識』の翻訳。